# Berosus hispanicus
Berosus hispanicus é uma espécie de insetos coleópteros polífagos pertencente à família Hydrophilidae.
A autoridade científica da espécie é Kuster, tendo sido descrita no ano de 1847.
Trata-se de uma espécie presente no território português, nomeadamente em Portugal Continental. Está ausente da Madeira e dos Açores.

## Sinónimos
- Berosus lineicollis Costa, 1884
- Berosus subciliaris Rey, 1885